# Vladislao di Boemia
Vladislao di Boemia (1227 – 3 gennaio 1247) fu margravio di Moravia ed erede del regno di Boemia della dinastia dei Přemyslidi.

## Biografia
Vladislao era nato come figlio primogenito del re di Boemia Venceslao I e di sua moglie Cunegonda di Hohenstaufen, figlia di Filippo di Svevia, re dei Romani. Suo fratello minore fu Ottocaro II di Boemia.
Come erede al trono, il padre lo nominò margravio di Moravia.
Il padre era intenzionato ad acquisire i territori austriaci confinanti con il regno di Boemia, che erano rimasti senza un governante dalla morte di Federico II di Babenberg nel 1246.
Per raggiungere questo scopo, organizzò un matrimonio tra Vladislao e la nipote del duca, Gertrude. Vladislao ricevette l'omaggio della nobiltà austriaca, ma morì poco dopo, il 3 gennaio 1247, prima che potesse prendere fisicamente possesso dei territori.

## Ascendenza
|                       |                     |                       | Genitori                 |  |  | Nonni |  |  | Bisnonni               |  |  | Trisnonni             |  |
|                       |                     |                       |                          |  |  |       |  |  | Vladislao II di Boemia |  |  | Vladislao I di Boemia |  |
|                       |                     |                       |                          |  |  |       |  |  | Vladislao II di Boemia |  |  | Vladislao I di Boemia |  |
|                       |                     | Richeza di Berg       |                          |  |  |       |  |  | Vladislao II di Boemia |  |  |                       |  |
| Ottocaro I di Boemia  |                     |                       |                          |  |  |       |  |  | Vladislao II di Boemia |  |  |                       |  |
|                       |                     | Giuditta di Turingia  | Ludovico I di Turingia   |  |  |       |  |  |                        |  |  |                       |  |
|                       |                     | Giuditta di Turingia  | Ludovico I di Turingia   |  |  |       |  |  |                        |  |  |                       |  |
|                       |                     | Giuditta di Turingia  | Edvige di Gudensberg     |  |  |       |  |  |                        |  |  |                       |  |
| Venceslao I di Boemia |                     | Giuditta di Turingia  |                          |  |  |       |  |  |                        |  |  |                       |  |
|                       |                     | Béla III d'Ungheria   | Géza II d'Ungheria       |  |  |       |  |  |                        |  |  |                       |  |
|                       |                     | Béla III d'Ungheria   | Géza II d'Ungheria       |  |  |       |  |  |                        |  |  |                       |  |
|                       |                     | Béla III d'Ungheria   | Efrosin'ja Mstislavna    |  |  |       |  |  |                        |  |  |                       |  |
| Costanza d'Ungheria   |                     | Béla III d'Ungheria   |                          |  |  |       |  |  |                        |  |  |                       |  |
|                       |                     | Agnese d'Antiochia    | Rinaldo di Châtillon     |  |  |       |  |  |                        |  |  |                       |  |
|                       |                     | Agnese d'Antiochia    | Rinaldo di Châtillon     |  |  |       |  |  |                        |  |  |                       |  |
|                       |                     | Agnese d'Antiochia    | Costanza d'Antiochia     |  |  |       |  |  |                        |  |  |                       |  |
| Vladislao di Boemia   |                     | Agnese d'Antiochia    |                          |  |  |       |  |  |                        |  |  |                       |  |
|                       | Federico Barbarossa | Federico II di Svevia |                          |  |  |       |  |  |                        |  |  |                       |  |
|                       | Federico Barbarossa | Federico II di Svevia |                          |  |  |       |  |  |                        |  |  |                       |  |
|                       | Federico Barbarossa | Giuditta di Baviera   |                          |  |  |       |  |  |                        |  |  |                       |  |
| Filippo di Svevia     | Federico Barbarossa |                       |                          |  |  |       |  |  |                        |  |  |                       |  |
|                       |                     | Beatrice di Borgogna  | Rinaldo III di Borgogna  |  |  |       |  |  |                        |  |  |                       |  |
|                       |                     | Beatrice di Borgogna  | Rinaldo III di Borgogna  |  |  |       |  |  |                        |  |  |                       |  |
|                       |                     | Beatrice di Borgogna  | Agatha di Lorena         |  |  |       |  |  |                        |  |  |                       |  |
| Cunegonda di Svevia   |                     | Beatrice di Borgogna  |                          |  |  |       |  |  |                        |  |  |                       |  |
|                       |                     | Isacco II Angelo      | Andronico Ducas Angelo   |  |  |       |  |  |                        |  |  |                       |  |
|                       |                     | Isacco II Angelo      | Andronico Ducas Angelo   |  |  |       |  |  |                        |  |  |                       |  |
|                       |                     | Isacco II Angelo      | Eufrosina Castamonitissa |  |  |       |  |  |                        |  |  |                       |  |
| Irene Angela          |                     | Isacco II Angelo      |                          |  |  |       |  |  |                        |  |  |                       |  |
|                       |                     | Herina                | …                        |  |  |       |  |  |                        |  |  |                       |  |
|                       |                     | Herina                | …                        |  |  |       |  |  |                        |  |  |                       |  |
|                       |                     | Herina                | …                        |  |  |       |  |  |                        |  |  |                       |  |
|                       |                     | Herina                |                          |  |  |       |  |  |                        |  |  |                       |  |

| Controllo di autorità | VIAF (EN) 81541123 · CERL cnp01166166 · GND (DE) 137336586 |